# (541054) 2018 CB6
(541054) 2018 CB6 es un asteroide perteneciente al cinturón de asteroides descubierto el 25 de febrero de 2007 por el equipo del Catalina Sky Survey desde el Catalina Sky Survey, Arizona, Estados Unidos.

## Designación y nombre
Designado provisionalmente como 2018 CB6.

## Características orbitales
2018 CB6 está situado a una distancia media del Sol de 3,186 ua, pudiendo alejarse hasta 3,645 ua y acercarse hasta 2,727 ua. Su excentricidad es 0,144 y la inclinación orbital 28,05 grados. Emplea 2077,48 días en completar una órbita alrededor del Sol.

## Características físicas
La magnitud absoluta de 2018 CB6 es 15,5. 